# Довгань, Эдуард Петрович
Эдуард Петрович Довгань (род. 20 декабря 1980) — российский дзюдоист, серебряный призёр чемпионата России. Победитель всероссийского турнира памяти двукратного чемпиона Европы Евгения Погорелова в Волгограде. В 2006 году в рейтинге Европейского союза дзюдо занял 140 позицию в своей весовой категории. В 2009 году он переместился в этом рейтинге на 62 позицию.

## Спортивные результаты
- Чемпионат России по дзюдо 2004 года — .